# چواشستان ۲۶۷۰
سیارک ۲۶۷۰ (به انگلیسی: 2670 Chuvashia، نامگذاری:1977PW1) دو هزار و ششصد و هفتادمین سیارک کشف شده‌است که در ۱۴ اوت ۱۹۷۷ کشف شد.
قدر مطلق سیارک برابر ۱۰٫۵۰ است.